# Богуцкая, Елизавета Петровна
Елизавета Петровна Богуцкая (укр. Єлізавета Петрівна Богуцька; род. 14 апреля 1964 года, Симферополь, Крым) — украинский общественный активист, блогер. Народный депутат Украины IX созыва.

## Биография
Отец — участник Великой Отечественной войны, после войны служил в Польше. Мать во время войны находилась в Симферополе.
Богуцкая окончила Крымский медицинский институт (получила диплом врача-психиатра). Училась в клинической ординатуре Крымского медицинского института по специальности «Психиатрия».
Богуцкая работала врачом-психиатром в Симферопольской областной больнице.
С 1997 года занимается дизайном. С 2002 года — член Союза дизайнеров Украины. В 2008 году участвовала в телешоу на одном из местных крымских телеканалов в конкурсе на лучшее загородное поместье, в котором её дом победил.
До Аннексии Крыма Российской Федерацией занималась предпринимательской деятельностью.
В июне 2015 года основала ОО «Всеукраинское Движение Сила Права».
В 2014 активно протестовала против Аннексии Крыма Российской Федерацией. Демонстративно носила в этот период украинскую символику. В сентябре 2014 года задерживалась работниками МВД России в Крыму, в её доме в Симферополе был проведён обыск. Муж Богуцкой рассказал журналистам, что полицейские искали в доме наркотики, оружие и исламскую литературу. Богуцкую обвиняли также в том, что она в Армянске 3 мая 2014 встречала одного из лидеров крымских татар Мустафу Джемилева. В тот же день после дачи объяснений она была отпущена и вскоре уехала из Крыма в Киев.
В 2017 обвинялась журналистом А. Дзиндзей в том, что эксплуатируя статус политической беженки при этом владеет под Киевом элитной недвижимостью. В ответ Богуцкая грозила ему судом за разглашение персональных данных и заявила, что никогда не скрывала своё состояние. Также она упомянула в интервью, что по состоянию на зиму 2017 год владела и не проданной недвижимостью в Крыму.
8 октября 2018 года Елизавета Богуцкая стала участником ДТП, в котором под колесами её автомобиля был сильно травмирован пешеход. Ночью того же дня он скончался в больнице. По информации самой Богуцкой, погибший мужчина выбежал на трассу во время запрещающего сигнала светофора. По её мнению он находился в состоянии алкогольного опьянения.

## Политическая деятельность
Являлась представителем «Движения новых сил» Михаила Саакашвили.
Кандидат в народные депутаты от партии «Слуга народа» на парламентских выборах 2019 года, № 95 в списке. На время выборов: временно не работает, беспартийная. Проживает в городе Вышгород Киевской области.
Член Комитета Верховной Рады по вопросам гуманитарной и информационной политики.
7 декабря 2020 года включена в список украинских физических лиц, против которых российским правительством введены санкции.
В 2023 году высказывала сожаление, что "с принятием Военного положения (в Украине - прим.) не была введена военная цензура".